# Melgaço, Bồ Đào Nha
Melgaço là một huyện thuộc tỉnh Viana do Castelo, Bồ Đào Nha. Huyện này có diện tích 238 km², dân số thời điểm năm 2001 là 9996 người.